# 喜頭兵一
喜頭 兵一（きとう へいいち、1884年（明治17年）5月 - 1955年（昭和30年）7月24日）は、日本の裁判官。

## 経歴
兵庫県出身。岩本モトの子として生まれ、喜頭時定の養子となった。1909年（明治42年）、東京帝国大学法科大学を卒業。統監府判事を経て、朝鮮総督府判事となった。京城地方法院判事、釜山地方法院判事、京城地方法院部長、大邱地方法院部長、京城覆審法院部長、大邱覆審法院部長、高等法院判事を歴任した。1927年（昭和2年）、欧米諸国に留学し、帰国後に京城帝国大学法文学部講師を兼ねた。その後、高等法院部長、京城覆審法院長を経て、1943年（昭和18年）に高等法院長に就任した。墓所は多磨霊園。